# Dżardżara
Dżardżara (arab. جرجرة) – wieś w Syrii, w muhafazie Hama. W 2004 roku liczyła 772 mieszkańców.